# Pierre Meuldermans
Pierre Piet Meuldermans est un footballeur belge, né le 2 juillet 1914  à Anvers et mort le 1er décembre 1979 dans la même ville.
Milieu de terrain, il remporte deux fois le championnat de Belgique, en 1938 et 1939 avec le Royal Beerschot AC.
Il est également deux fois international. 

## Palmarès
- International en 1936 et 1938 (2 sélections)
- Champion de Belgique en 1938 et 1939 avec le Beerschot AC.